# Grodzisko Dolne (gmina)
Grodzisko Dolne [ɡrɔˈd͡ʑiskɔ ˈdɔlnɛ] est une commune rurale de la Voïvodie des Basses-Carpates et du powiat de Leżajsk. Elle s'étend sur 78,4 km2 et comptait 8 177 habitants en 2010. Elle se situe à environ 12 kilomètres au sud de Leżajsk et à 36 kilomètres au nord-est de Rzeszów, la capitale régionale.

## Géographie

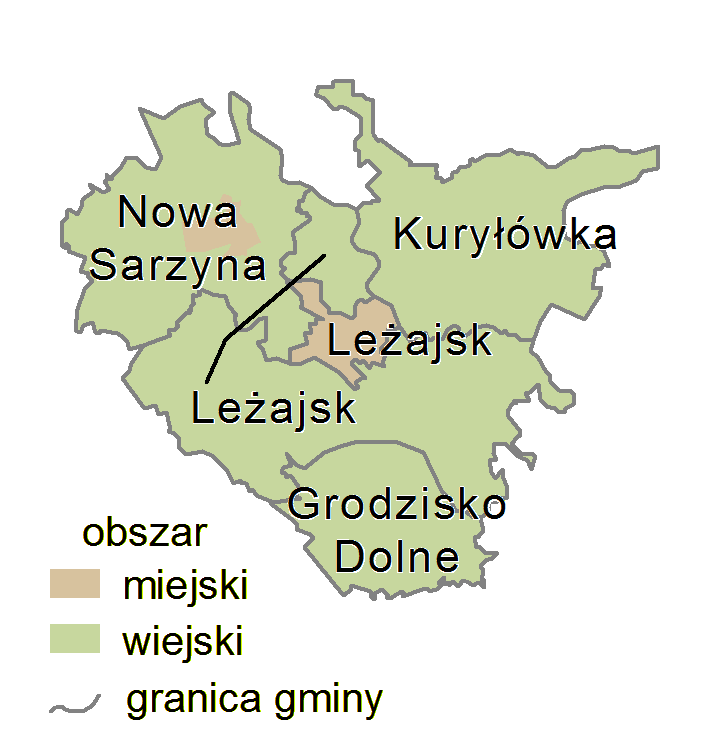
Carte du powiat (partie urbaine en marron et rurale en vert)